# Julian Rotter
Julian B. Rotter (ur. 22 października 1916, zm. 6 stycznia 2014) – amerykański psycholog. Twórca teorii poczucia umiejscowienia kontroli. Profesor University of Connecticut.

## Życiorys
Był przedstawicielem perspektywy społeczno-poznawczej w psychologii (dawniej nazywanej teorią społecznego uczenia się), do której zaliczają się też tacy uczeni jak Walter Mischel czy Albert Bandura. Rotter, jak inni badacze tego nurtu, uważał się za spadkobiercę tradycji behawiorystycznej ze względu na doniosłą rolę przypisywaną procesom uczenia się. Zarazem jednak nawiązywał do tradycji funkcjonalizmu psychologicznego, podkreślając ważną rolę procesów poznawczych, a także do psychologii humanistycznej.
Zwrócił uwagę na fakt, że ludzie mają odmienne sposoby interpretowania podobnych zdarzeń. Na identyczne przykre doświadczenie dwie różne osoby mogą zareagować całkiem inaczej: jedna osoba poczuciem winy, a druga poczuciem krzywdy. Teorię poczucia umiejscowienia kontroli stworzył w latach 60. XX wieku. Jest on zaliczany do grona 100 najbardziej wpływowych psychologów XX wieku.

## Wybrane publikacje
- Social learning and clinical psychology (1954)
- Some implications of a social learning theory for the prediction of goal directed behavior from testing procedures (1960)
- Generalized expectancies for internal versus external control of reinforcement (1966)
- Some implications of a social learning theory for the practice of psychotherapy (1970)
- Generalized expectancies for interpersonal trust (1971)
- On the evaluation of methods of intervening in other people's lives (1971)
- Interpersonal trust, trustworthiness and gullibility (1980)
- The development and applications of social learning theory (1982)